# Dorfkirche Dobitschen

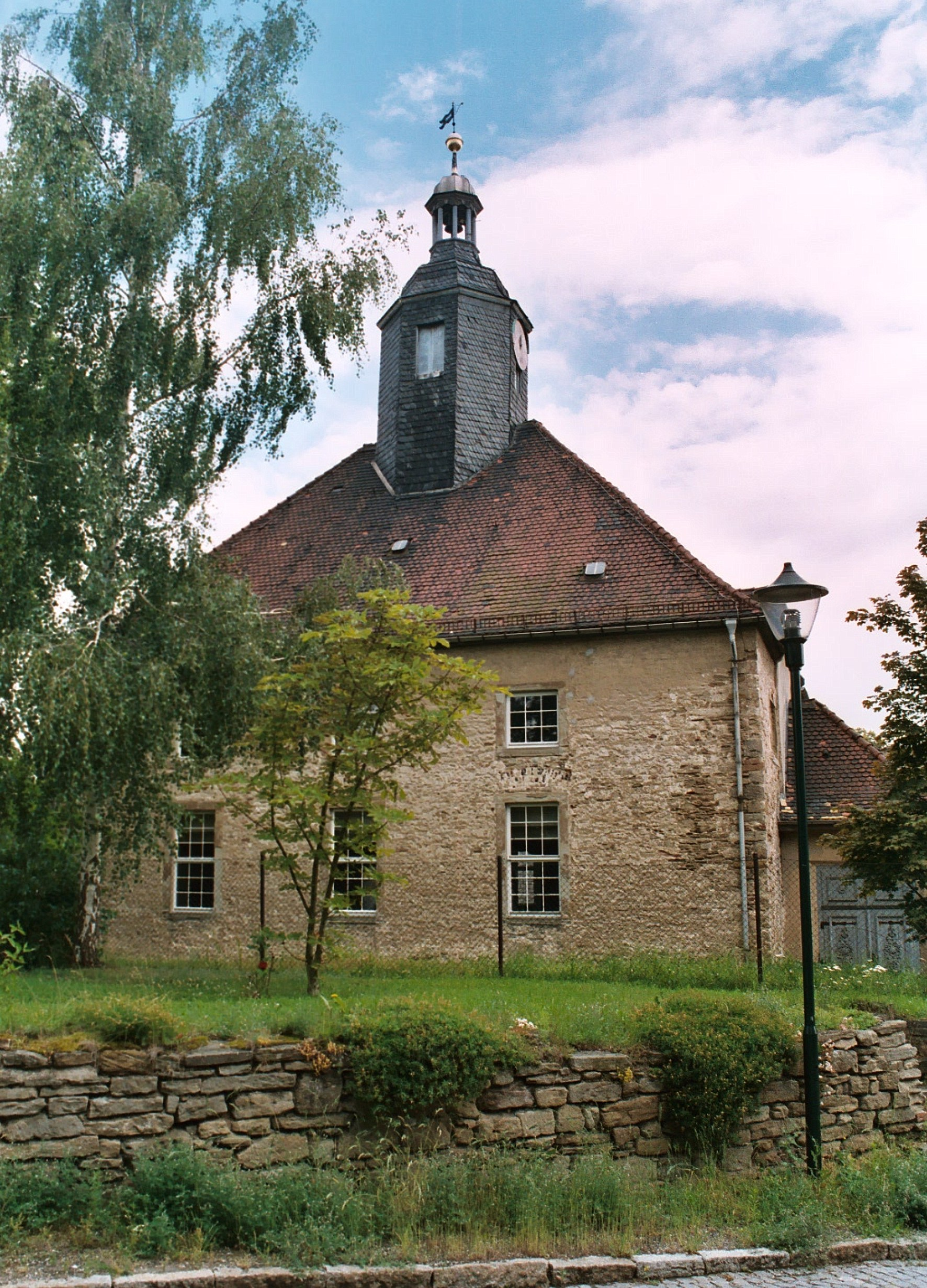
Die Kirche

Die evangelisch-lutherische Dorfkirche Dobitschen steht in der Gemeinde Dobitschen im Landkreis Altenburger Land in Thüringen.

## Geschichte
Das Erscheinungsbild dieses Gotteshauses, das einem Wasserschloss ähnelt, wurde im 18. Jahrhundert geschaffen. Ein Ritter mit dem Namen Dobitschen errichtete um das Jahr 1200 auf dem Standort der Kirche eine Kapelle. Sie musste der Kirche Platz machen.
Die heutige Dorfkirche mit einfachem rechteckigem Grundriss und einem Sakristeianbau im Osten wurde 1702 gebaut. Auf dem hohen Walmdach steht der achteckigen Dachreiter und darauf die Schweifkuppel.
Die Kirche hat im Inneren eine schlichte, aber festliche Flachdecke. Darunter befindet sich die Empore. Die Orgel ist auf der Ostseite über der Kanzel angebracht. Auffallend ist der sechsarmige Kronleuchter mit Kugelknäufen und einer bekrönten Ritterfigur.